# Maxime Verhagen
Maxime Jacques Marcel Verhagen (ur. 14 września 1956 w Maastricht) – holenderski polityk, parlamentarzysta krajowy i europejski, w latach 2007–2010 minister spraw zagranicznych, od 2010 do 2012 wicepremier oraz minister spraw gospodarczych, rolnictwa i innowacji, w latach 2010–2012 lider Apelu Chrześcijańsko-Demokratycznego (CDA).

## Życiorys
W 1986 ukończył historię na Uniwersytecie w Lejdzie. Działał we władzach organizacji studenckiej LSV Minerva. W czasie studiów związał się z Apelem Chrześcijańsko-Demokratycznym, pełnił różne funkcje w strukturach tej partii i jej organizacji młodzieżowej CDJA. Od 1984 do 1987 był asystentem jednego z deputowanych CDA. Następnie pracował w biurze parlamentarnym partii, będąc odpowiedzialnym za sprawy europejskie i politykę handlową. W latach 1986–1990 zasiadał w radzie miejskiej Oegstgeest. W latach 1989–1994 był członkiem Parlamentu Europejskiego III kadencji.
W 1994 po raz pierwszy wybrany w skład Tweede Kamer, izby niższej holenderskiego parlamentu. Reelekcję uzyskiwał w wyborach w 1998, 2002, 2003, 2006 i 2010. 11 lipca 2002 został liderem frakcji poselskiej CDA, pełniąc tę funkcję do 21 lutego 2007. Następnego dnia objął stanowisko ministra spraw zagranicznych w czwartym gabinecie Jana Petera Balkenende. 23 lutego 2010 premier powierzył mu dodatkowo pełnienie obowiązków ministra ds. współpracy na rzecz rozwoju, po tym jak PvdA opuściła koalicję rządzącą. Na obu stanowiskach pozostał do października 2010.
9 czerwca 2010 został nowym liderem politycznym Apelu Chrześcijańsko-Demokratycznego. Zastąpił Jana Petera Balkenende, który ustąpił po przegranych wyborach parlamentarnych. Po wyborach negocjował porozumienie koalicyjne z Partii Ludowej na rzecz Wolności i Demokracji (VVD). 2 października 2010 w czasie zjazdu partyjnego CDA ostatecznie zaakceptowała jego treść i zgodziła się na utworzenie mniejszościowego z VVD, przy wsparciu parlamentarnym ze strony Partii Wolności (PVV). 14 października 2010 Maxime Verhagen objął urząd wicepremiera oraz ministra spraw gospodarczych, rolnictwa i innowacji w rządzie premiera Marka Rutte. Gabinet w 2012 utracił poparcie ze strony PVV, co doprowadziło do przedterminowych wyborów, w których Maxime Verhagen nie wystartował. 5 listopada 2012 zakończył pełnienie funkcji rządowych.
Wycofał się następnie z działalności politycznej. Wszedł w skład rady dyrektorów organizacji pracodawców VNO-NCW, został doradcą koncernu przemysłowego VDL Groep, a w 2013 prezesem Bouwend Nederland, organizacji zrzeszającej przedsiębiorstwa sektora budowlanego.

## Odznaczenia
- Oficer Orderu Oranje-Nassau (Holandia, 2012)
- Wielki Oficer Orderu Bernardo O’Higginsa (Chile, 2007)[2]